# Бурсук-Таш
Бурсук-Таш (баш. Бурһыҡташ) — гора в Ишимбайском районе Башкортостана. Абсолютная высота — 659,9 м. Находится в междуречье Асу и Лыса (бассейн р. Ямаш).
Склоны пологие, с запада находится урочище Асубаш.

## Состав
Алевролиты, сланцы рифея, песчаники.

## Ландшафты
Берёзово-липовые леса.

## Топонимика
С башкирского баш. Бурһыҡташ — буквально «барсучий камень», исходное значение — Барсук (баш. Бурһыҡ) + камень (баш. таш).